# Nocny burmistrz
Nocny burmistrz (niderl: Nachtburgemeester) – tytuł miejski używany dla osoby lub organizacji, która reprezentuje i pomaga rozwijać życie nocne miasta lub gminy. Celem powołania stanowiska jest poprawa relacji między przedsiębiorcami tworzącymi ofertę nocną miasta z mieszkańcami oraz administracją publiczną – nocny burmistrz jest neutralnym łącznikiem między różnymi grupami interesów.
Zazwyczaj nocny burmistrz jest pracownikiem swojego miasta, w niepełnym lub pełnym wymiarze godzin, lub na zasadzie wolontariatu. Nocni burmistrzowie często działają jako przedstawiciele organizacji funkcjonującej najczęściej na zasadzie stowarzyszenia branżowego, skupiającego przedsiębiorstwa tworzące konsumpcyjno-rozrywkowy oraz kulturowy rdzeń nocnej działalności miasta. Przykład stanowi działająca w Amsterdamie fundacja Stichting N8BM A’DAM,

## Historia

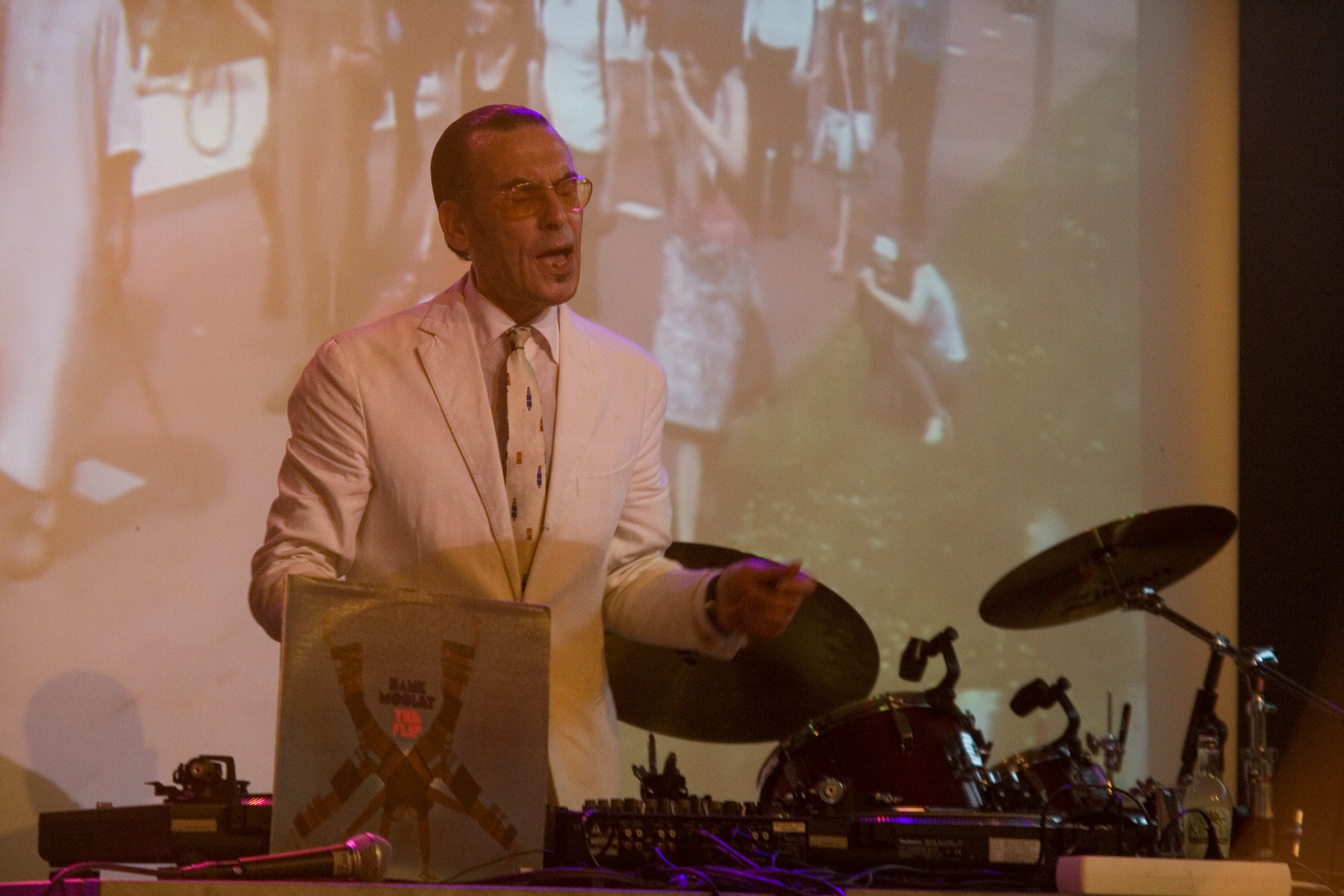
Były nocny burmistrz Rotterdamu: Jules Deelder

W średniowieczu istniało już określenie nocny burmistrz (proconsul nocturnus). Na początku XVII w. o instytucji nocnego burmistrza (night watchman) pisał Thomas Dekker. Urząd o takiej nazwie został odnotowany także w Stanach Zjednoczonych w XIX w.
Najwcześniejsze znane użycie tego tytułu w obecnym charakterze miało miejsce w Rotterdamie w Holandii w stosunku do poety Julesa Deeldera – początkowo jako przydomek, a następnie jako tytuł oficjalny.

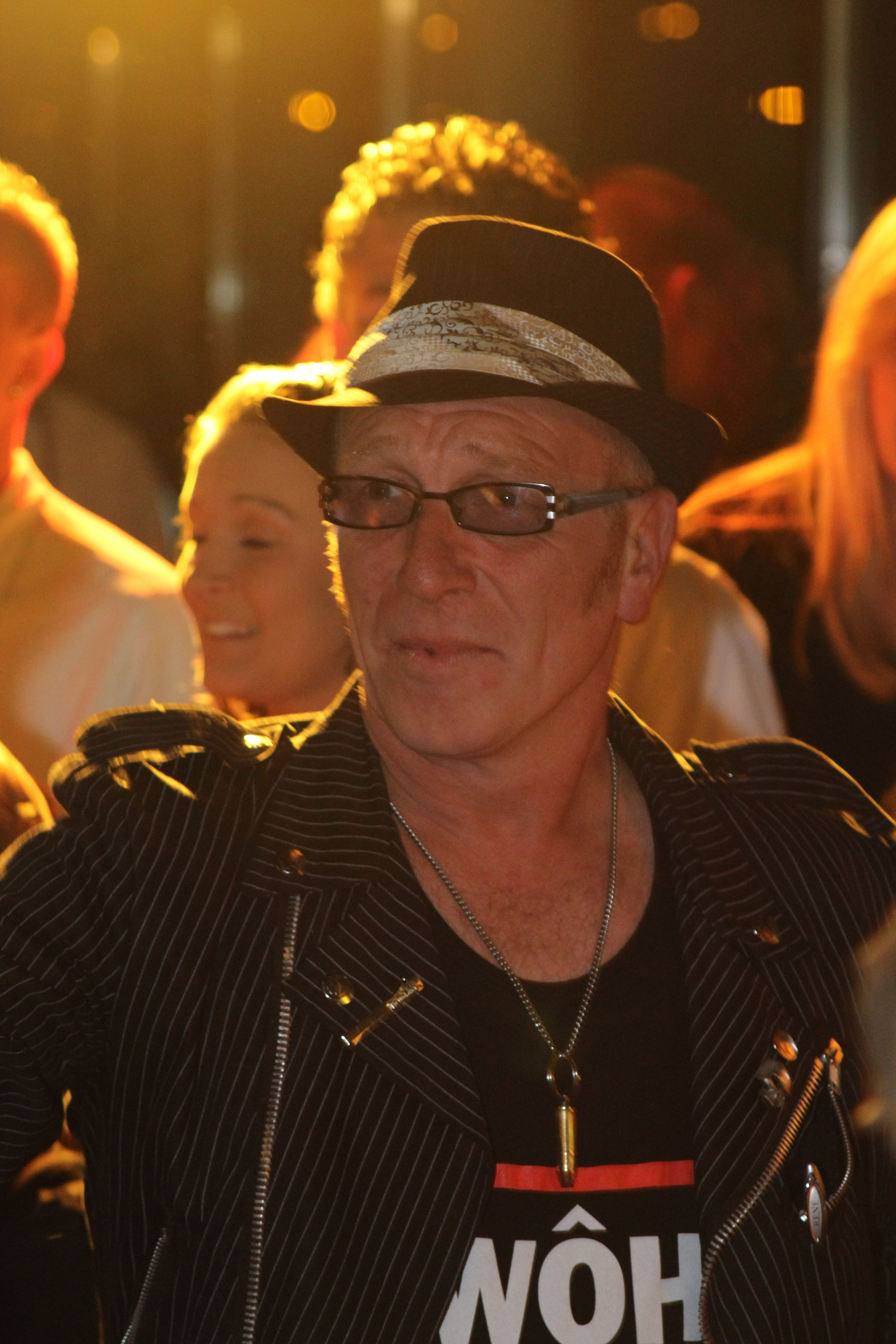
Nocny burmistrz Hagi René Bom na uroczystej premierze „Post”

W lutym 2003 roku z inicjatywy partii GroenLinks zorganizowano pierwsze wybory na stanowisko nocnego burmistrza Amsterdamu. Wieczór wyborczy odbył się w klubie Paradiso. Funkcję miała objąć Anne Hemker, ale ostatecznie zaprosiła do współpracy 7 dodatkowych osób, które zaczęły działalność jako kolektyw De Nachtwacht. Stanowisko to było powierzane początkowo na trzy, potem na dwa lata. W 2012 roku nocnym burmistrzem Amsterdamu został Mirik Milan, współtwórca imprez i festiwali (np. Rauw, Valtifest, Manifesto) oraz producent kreatywny. Wraz z Ellą Overkleeft i Michielem Friedhoffem założył w 2014 r. Fundację Stichting N8BM A’DAM (NGO Night Mayor Foundation), z którą chciał zapewnić większą ciągłość służby. Wraz z powstaniem fundacji stanowisko nocnego burmistrza w Amsterdamie zostało definitywnie sprofesjonalizowane, z Radą Nadzorczą jako najwyższym organem i nocnym burmistrzem jako przewodniczącym zarządu. Od 2016 roku organizacja non-profit organizuje coroczne wydarzenia „Night Mayor Summit” w celu wsparcia i integracji nocnych burmistrzów z całego świata.
W 2016 r. powołano nocną radę z dwunastoma członkami w czterech kategoriach: kluby, festiwale, kultura i różnorodność oraz bezpieczeństwo i regulacje.
Działania Amsterdamu zainspirowały do powołania podobnego stanowiska m.in. Paryż (2013), Tuluzę (2013), Zurych (2015) oraz Londyn (2016) i Nowy Jork (2017).
Część miast zdecydowało się nadać temu stanowisku inną nazwę dla podobnego stanowiska: Night Time Commissioner lub Office of Nightlife.

## W całym świecie

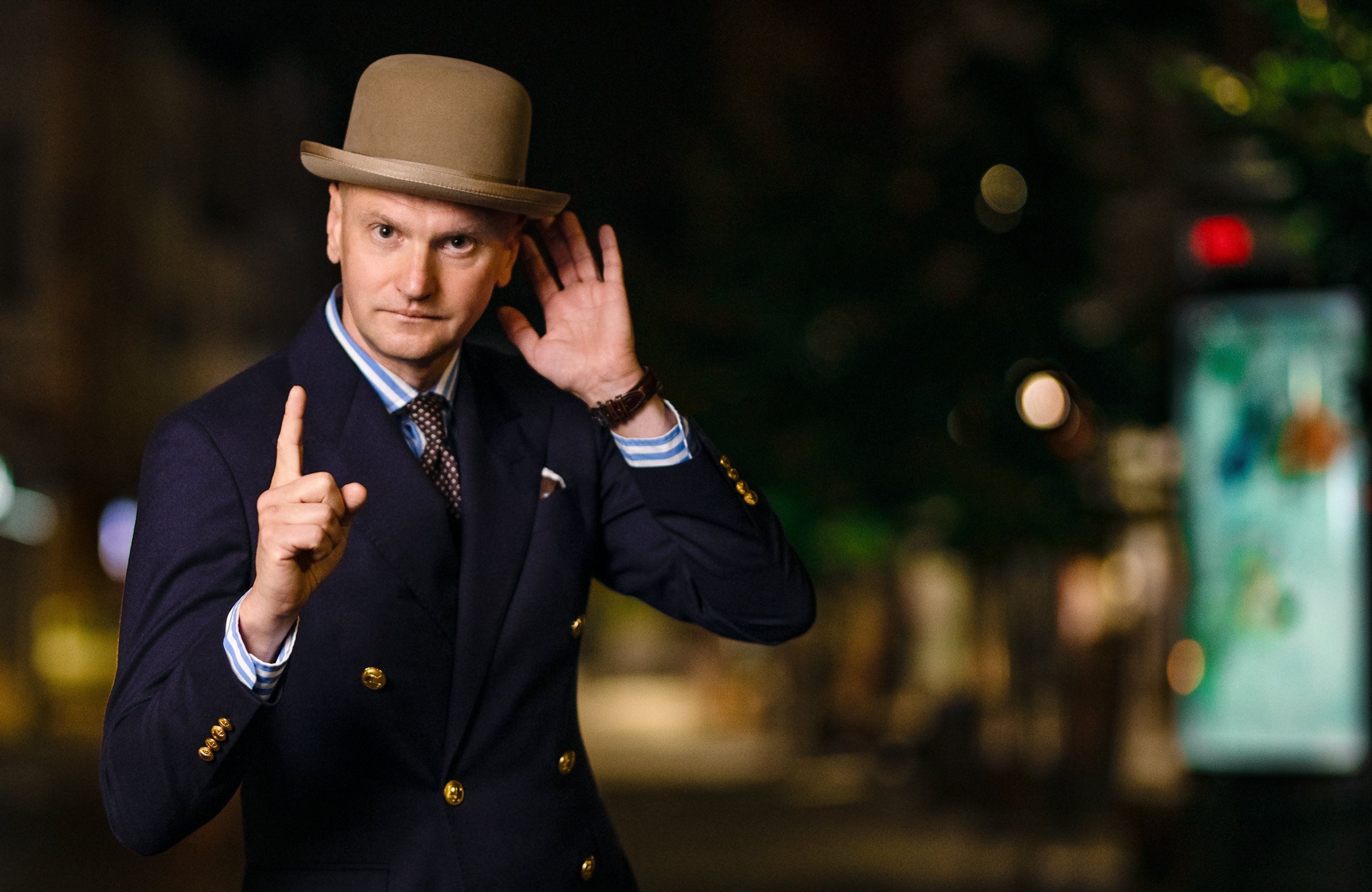
Nocny burmistrz Sosnowca —Rafał Siciński

### Polska
W Polsce o pomyśle wdrożenia tej funkcji dyskutowano od 2019 roku w Krakowie i Warszawie. Ostatecznie Sosnowiec jako pierwsze miasto w Polsce wprowadził funkcję nocnego burmistrza w lipcu 2023 roku. Został nim Rafał Siciński. W Krakowie burmistrza nocnego powołano w sierpniu 2024, funkcję objął Jacek Jordan.

### Europa
- Amsterdam, Holandia: nieformalny zbiorowy od 2003 roku[24][25], instytucjonalizowany od 2014 roku, pierwszy na świecie[26].
- Londyn, Wielka Brytania: od 2016 roku[27][28][29].
- Mannheim, Niemcy: od 2018 roku, pierwszy w Niemczech[30].
- Praga, Republika Czeska: od 2019 roku[31].
- Manchester, Wielka Brytania: od 2018 roku.

### Ameryka Łacińska
- Cali, Kolumbia: od 2016 roku[32] pierwsza w Ameryce Łacińskiej[33].

### Ameryka Północna
- Waszyngton DC, USA: od 2018 roku[34].